# Les transidentités, racontées par les trans

Les transidentités, racontées par les trans est un documentaire radiophonique de Perrine Kervran, réalisé par Annabelle Brouard sous la direction de Maryvonne Abolivier, et diffusé dans l'émission LSD, la série documentaire sur France Culture en août 2018.

## Synopsis
Sous la forme d'une série de quatre épisodes d'une heure, le documentaire construit une histoire de la transidentité en France, réputée pour être peu abordée dans les études sociologiques jusqu'à la fin des années 2020,,.
Le documentaire aborde les modes d'expression de la fluidité de genre dans le Paris des années 1950, comme au cabaret du Carrousel, réputé pour le travestissement. Il met en avant les prémices des mouvements militants transgenres en France, qui se concrétise par les actions du Front homosexuel d’action révolutionnaire dans les années 1970, puis dans les années 1990 avec la création des marches Existrans et le mouvement Le Zoo,. Le documentaire met aussi en lumière les dimensions médicales du parcours de transition, et notamment la psychiatrisation des transidentités, incarnée par la SoFECT. Il éclaire aussi sur la transphobie et la manière dont elle est vécue par les personnes interrogées.

## Fiche technique
- Création : Perrine Kervran[6]
- Réalisation : Annabelle Brouard[6]
- Direction : Maryvonne Abolivier[1]
- Narrateur : Océan Michel[6]

## Développement
En entamant ses recherches, Perrine Kervran éprouve des difficultés à trouver des textes académiques en trait avec le sujet de la transidentité en France.
Le documentaire a la spécificité de donner exclusivement la parole à des personnes trans, de profils variés. Elle prend le témoignage d'artistes tels que comme Marie-Pierre Pruvot, figure star du Carrousel de Paris, ainsi que des figures militantes comme Hélène Hazera, militante à Act Up-Paris ou Giovanna Rincon à Acceptess-T. Des sociologues et intellectuels qui abordent dans leurs travaux le champ de la sexualité et du genre interviennent ponctuellement dans la série, comme Karine Espineira, Maud-Yeuse Thomas, Sam Bourcier ou Emmanuel Beaubatie,. L'autrice explique avoir dû rencontrer longuement les personnes interrogées afin de gagner leur confiance.

## Critiques
À sa sortie, le documentaire reçoit généralement des critiques positives de la presse généraliste. RTBF salue « une série dense et extrêmement informative », qui donne la parole aux personnes concernées. Télérama met en avant la réalisation technique et le « mixage remarquable d'Annabelle Brouard ».
Un an après sa sortie, en 2019, le documentaire reçoit l'Out d'or du documentaire, décerné par l'Association des journalistes LGBT,.
En 2022 et 2024, Vogue France et Télérama incluent Les transidentités, racontées par les trans dans une sélection de podcasts sur les questions LGBT,. Télérama salue notamment la qualité des récits, mettant en avant des archives « édifiantes ».